# Le Soleil et les Grenouilles (1692)
Pour l’article homonyme, voir Le Soleil et les Grenouilles (1668).
 (octobre 2015).
Si vous disposez d'ouvrages ou d'articles de référence ou si vous connaissez des sites web de qualité traitant du thème abordé ici, merci de compléter l'article en donnant les références utiles à sa vérifiabilité et en les liant à la section « Notes et références ».
Le Soleil et les Grenouilles est une fable non recueillie de Jean de La Fontaine, écrite en 1672 et publiée en 1692[réf. nécessaire].